# Trinotoperla irrorata
Trinotoperla irrorata är en bäcksländeart som beskrevs av Tillyard 1924. Trinotoperla irrorata ingår i släktet Trinotoperla och familjen Gripopterygidae. Inga underarter finns listade i Catalogue of Life.